# شيخ سرجين
شيخ‌ سرجين هي قرية في مقاطعة سراب، إيران. عدد سكان هذه القرية هو 216 في سنة 2006.